# Liga das Escolas de Samba de Brasília
A Liga das Escolas de Samba de Brasília (Liesb) foi uma entidade representativa de escolas de samba do Distrito Federal, composta por sete escolas do Grupo Especial e seis do Grupo de Acesso.
A entidade chegou a coexistir com a UNIESB, e atolada em dívidas, deixou de existir, de modo que para que as escolas, para que pudessem continuar a receber patrocínio do Governo Distrital, tiveram que se filiar à UNIESB.
No entanto, em 2010, uma sentença judicial declarou a UNIESB como sucessora da LIESB.